# Mad Head Love/Poppin Apathy
„MAD HEAD LOVE/Poppin Apathy” (jap. MAD HEAD LOVE/ポッピンアパシー MAD HEAD LOVE/Poppin Apashii) – drugi singel japońskiego piosenkarza Kenshiego Yonezu, wydany w Japonii 23 października 2013 roku przez Universal Sigma.
Singel został wydany w dwóch edycjach: regularnej (CD) i limitowanej (CD+DVD). Zadebiutował na 11. pozycji tygodniowej listy Oricon Singles Chart i pozostał na niej przez 10 tygodni. Sprzedał się w nakładzie 10 473 egzemplarzy fizycznych.

## Lista utworów
Wszystkie utwory zostały napisane, skomponowane i zaaranżowane przez Kenshiego Yonezu.
| CD | CD                                             | CD      |
| Nr | Tytuł utworu                                   | Długość |
| -- | ---------------------------------------------- | ------- |
| 1. | „MAD HEAD LOVE”                                | 3:40    |
| 2. | „Poppin Apathy” (jap. ポッピンアパシー)        | 3:51    |
| 3. | „Tori ni demo naritai” (jap. 鳥にでもなりたい) | 2:43    |

| DVD (wer. limitowana) | DVD (wer. limitowana)                                 | DVD (wer. limitowana) |
| Nr                    | Tytuł utworu                                          | Długość               |
| --------------------- | ----------------------------------------------------- | --------------------- |
| 1.                    | „MAD HEAD LOVE” (Music Video)                         |                       |
| 2.                    | „Poppin Apathy” (jap. ポッピンアパシー) (Music Video) |                       |

## Notowania
| Lista                             | Pozycja              |
| --------------------------------- | -------------------- |
| Oricon Weekly Singles Chart       | 11                   |
| Billboard Japan Hot 100           | 51 („MAD HEAD LOVE”) |
| Billboard Japan Hot Singles Sales | 9                    |